# Politiek en staatsinrichting van de Filipijnen
De politiek in de Filipijnen vindt plaats binnen het raamwerk van een presidentiële representatieve democratische republiek gebaseerd op de Filipijnse grondwet uit 1987. De president van de Filipijnen is zowel het staatshoofd als de regeringsleider binnen een meer-partijen systeem. Het politiek systeem in de Filipijnen is ingericht volgens de Trias Politica. Er wordt dus onderscheid gemaakt tussen de wetgevende macht, de uitvoerende macht en de rechterlijke macht. De uitvoerende macht ligt bij de regering onder leiding van de president, de wetgevende macht ligt bij zowel de regering als het tweekamerige Filipijns Congres en de rechterlijke macht ligt bij de rechtbanken van de Filipijnen, met het Filipijnse hooggerechtshof als hoogste rechtsprekende instantie.

## Uitvoerende macht

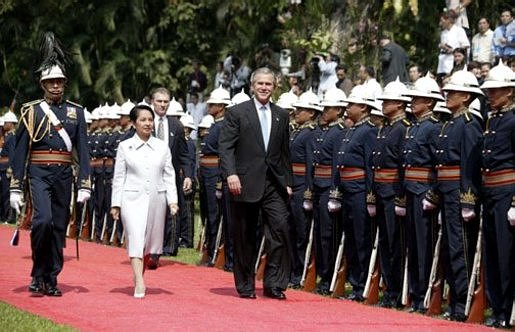
Voormalig Filipijns president, Gloria Macapagal-Arroyo met George Bush.

De uitvoerende macht in de Filipijnen staat onder leiding van de president van de Filipijnen. Vanaf 30 juni 2010 wordt deze functie bekleed door Benigno Aquino III. De president van de Filipijnen is zowel het staatshoofd als de regeringsleider. Daarnaast is de president opperbevelhebber van het Filipijnse leger. De Filipijnse president wordt door algemene verkiezingen gekozen voor een termijn van zes jaar. Na de verkiezingen benoemt de president alle leden van het Filipijnse kabinet. Ook kan de president de leden van het kabinet tussentijds ontslaan. Het kabinet bestaat grotendeels uit de ministers van de diverse departementen. De vicepresident is gewoonlijk, maar niet noodzakelijkerwijs, ook lid van het kabinet. Samen vormen de leden van het kabinet, de president en de vicepresident de regering van de Filipijnen. De regeringszetel van de Filipijnen is de hoofdstad Manilla in deze stad staat ook het Malacañang Palace, de ambtswoning van de Filipijnse president. In geval van overlijden, ontslag of afzetting van de president wordt deze, zoals bepaald in de Filipijnse grondwet opgevolgd door de vicepresident. Vanaf 30 juni 2004 wordt deze functie bekleed door Noli de Castro. Ook de vicepresident wordt door algemene landelijke verkiezingen rechtstreeks gekozen door het stemgerechtigde deel van de Filipijnse bevolking. Als de functie van vicepresident tussentijds ter beschikking komt, dan benoemd de president een opvolger uit de leden van het Filipijns Congres. Deze benoeming moet vervolgens door 75% van het Congres worden goedgekeurd.

## Wetgevende macht
De wetgevende macht in de Filipijnen wordt gevormd door het Filipijns Congres dat bestaat uit de senaat en het huis van afgevaardigden. De leden van beide kamers worden gekozen door het volk. De senatoren worden gekozen voor een termijn van zes jaar, waarbij elke drie jaar de helft van senaat verkiesbaar is. De afgevaardigden worden daarentegen gekozen voor een termijn van drie jaar, waarbij het hele huis van afgevaardigden elke drie jaar verkiesbaar is. Van de 250 afgevaardigden worden er 206 gekozen via een districtenstelsel, waarbij elk district een afgevaardigde in het huis kiest. De overige afgevaardigden zijn afgevaardigden van bepaalde groeperingen. Deze worden gekozen middels een gecompliceerd kiessysteem waarbij een bepaalde groepering minstens 2 tot 6% van de totale stemmen moet behalen. De senaat heeft haar zetel in Pasay City en het huis van afgevaardigden in Quezon City. Senatoren en afgevaardigden kunnen na afloop van hun termijn respectievelijk twee en drie keer herkozen worden.

## Rechterlijke macht

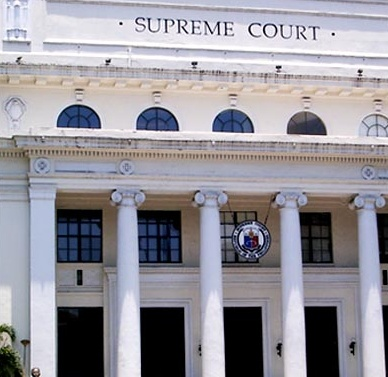
Het Filipijnse hooggerechtshof

In de Filipijnse grondwet is vastgelegd dat de rechterlijke macht in de Filipijnen rust bij het Filipijnse hooggerechtshof als hoogste instantie. Daarnaast wordt de mogelijkheid geboden om door aanvullende wetgeving diverse lagere rechtbanken in te stellen. In de Judiciary Reorganization Act uit 1980 is het huidige systeem van rechtbanken vastgelegd. Het laagste in de hiërarchie van rechtbanken staan de lokale rechtbanken. Elke gemeente of stad in de Filipijnen heeft zo'n lokale rechtbank. Soms delen enkele gemeenten de lokale rechtbank. Boven deze rechtbanken staan de regionale rechtbanken. Op hetzelfde niveau staat het Hof van beroep voor belastingzaken (Court of Tax Appeals). Een niveau daarboven staan het Hof van beroep en de Sandiganbayan, de anti-corruptie rechtbank. De hoogste rechtsprekende instantie is zoals hierboven al aangegeven het Filipijnse hooggerechtshof. Het hooggerechtshof bestaat uit veertien rechters en een opperrechter. Deze rechters worden voor het leven benoemd door de Filipijnse president, met dien verstande dat ze op 75-jarige leeftijd met verplicht pensioen gaan.
In enkele islamitische provincies op Mindanao zijn de lokale rechtbanken de zogenaamde Shari'a Circuit Courts en de regionale rechtbanken Shari'a District Courts.

## Politieke partijen
Hoewel de staatkundige inrichting van de Filipijnen veel lijkt op de voormalige kolonisator de Verenigde Staten is een groot verschil met dat land dat de Filipijnen net als bijvoorbeeld Nederland of België een meerpartijenstelsel kennen. Deze partijen onderscheiden zich echter in tegenstelling tot de meeste partijen in die landen meestal niet op basis van hun ideologie of hun programma, maar zijn bedoeld om een bepaalde politicus in zijn of haar zetel te krijgen. Politici in de Filipijnen stappen dan ook vaak over van de ene naar de andere partij, of richtten speciaal voor een aankomende verkiezing een nieuwe partij op.
Van oudsher wordt de politiek in de Filipijnen beheerst door enkele honderden machtige families. Deze rijke bovenlaag van de bevolking bezit vaak ook grote gebieden grond en kan doordat ze ook politiek gezien grote invloed hebben de situatie zoals hij is ook goed in stand houden. De belangrijkste politieke partijen in de tijd tot de periode Ferdinand Marcos waren de Nacionalista Party en de Liberal Party. Tijdens het bewind van Marcos werd het meerpartijensysteem in feite afgeschaft, omdat politici een politieke carrière nastreefden dat alleen konden bewerkstelligen door lid te worden van de door hem opgerichte partij New Society Movement (Kilusang Bagong Lipunan). Toen Marcos na de EDSA-revolutie het land moest ontvluchtten stortte ook deze partij in elkaar en werden oude partijen weer opgestart en ontstonden er daarnaast diverse nieuwe partijen. Deze partijen waren echter net als voorheen niet of nauwelijks te onderscheiden door programma of ideologie. De kandidaten voor belangrijke landelijke posities zoals senator of afgevaardigde kwamen nog steeds uit de machtige families die de bovenlaag van de samenleving in de Filipijnen vormden. De steun die deze kandidaten van het armere deel van de bevolking kreeg werd weer terugbetaald door het verlenen van bepaalde voordelen zoals de aanleg van een weg of brug of de steun aan de hen loyale lokale politici. Sinds de jaren negentig van de 20e eeuw krijgen deze politieke families echter concurrentie. Sinds die tijd worden steeds vaker bekende film- en televisiesterren gekozen als senator, afgevaardigde of zelfs president, zoals de populaire acteur Joseph Estrada, die de presidentsverkiezingen in 2001 won.